# Klaus Störtebeker
Klaus Störtebeker (Wismar, 1360 – Amburgo, 20 ottobre 1401) è stato un pirata tedesco, attivo nel Mar Baltico. È il più noto tra i capitani dei Vitalienbrüder, una compagnia di avventurieri, corsari e pirati del XIV secolo.

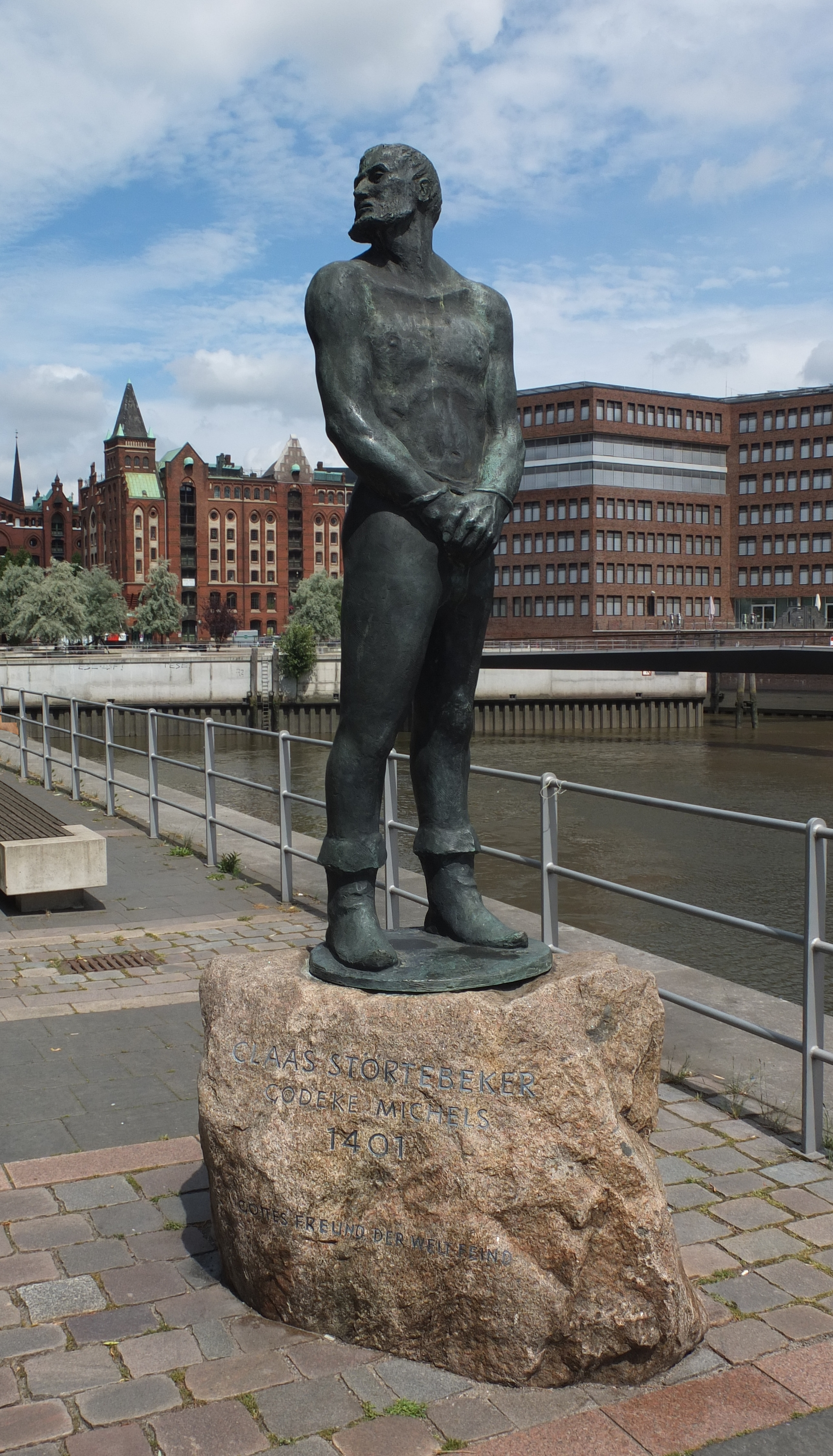

I Vitalienbrüder, noti anche come "coloro che dividono equamente", in principio combattevano a favore di Alberto di Meclemburgo, detronizzato re di Svezia, contro i suoi nemici danesi. Rifornirono di viveri la città di Stoccolma, assediata dai danesi, attaccavano navi e città costiere. Dopo la fine della guerra, i Vitalienbrüder continuarono l'attività per conto proprio, imperversando per le rotte marittime nel Baltico. Ma nel 1398 furono cacciati dalla loro base principale, su Gotland, e dovettero trasferirsi nella Frisia orientale, dove continuarono le loro scorrerie ai danni delle navi mercantili della Lega anseatica.

## Vita
Gran parte della vita di Klaus Störtebecker è avvolta nel mistero, a causa delle numerose leggende che sorsero sul suo conto, rendendo difficile estrapolare i fatti storici. Il suo stesso nome suscita dubbi, perché non è chiaro se si chiamasse effettivamente così oppure se si trattasse di un nome da battaglia. Letteralmente, in lingua basso-tedesca, significa "rovescia il boccale", cioè "svuota il boccale con un solo sorso". Una leggenda vorrebbe appunto che Störtebecker fosse solito vuotare in un sorso boccali di birra della capacità di quattro litri.
Störtebecker nacque nella città baltica di Wismar, attorno al 1360. Non si sa quando si unì ai Vitalienbrüder, ma sembra non facesse parte della prima generazione di capitani, i quali provenivano dalla bassa nobiltà meclemburghese. Nel 1396 era a capo di una fortezza a Marienhafe, nella Frisia orientale, dalla quale partivano le sue scorrerie per mare. La figlia di Keno ten Broke, un capo locale, era sua moglie. Ad oggi esiste una torre presso la chiesa luterana di Marienhafe, che si chiama Störtebeckerturm (tedesco: "torre di Störtebecker") in riferimento al famoso pirata.
Nel 1401, dopo aver minacciato le navi della Lega anseatica dalla sua base su Helgoland, Störtebecker fu sconfitto e preso prigioniero con diversi suoi uomini da una squadra navale organizzata dalla città di Amburgo. Ad Amburgo fu appunto condannato a morte e decapitato con i suoi seguaci. Nel medesimo anno la stessa sorte toccò al suo collega Gödeke Michels, un altro importante capitano dei Vitalienbrüder.

## Leggende
Le più note leggende su Störtebecker ruotano attorno alla sua fine. Una attribuisce la sua sconfitta a Simon di Utrecht, favorito dal tradimento di uno degli uomini di Störtebecker, che sabotò il timone della nave pirata. Simon di Utrecht si distinse in effetti nella caccia ai pirati, ma i documenti dell'epoca indicano che la sua nave, la Bunte Kuh, non fosse ancora stata costruita, per cui è improbabile che ci fosse lui dietro alla cattura di Störtebecker. Le fonti ufficiali parlano invece di due membri del Consiglio cittadino di Amburgo, come organizzatori e capi della spedizione: Nikolaus Schoken e Hermann Lange.
Catturato con settantatré (anche questa cifra è dubbia) dei suoi marinai, Störtebecker avrebbe offerto agli amburghesi, in cambio della propria libertà, una catena d'oro massiccio, lunga abbastanza da circondare l'intera città, ma essi rifiutarono. Infine il pirata, come ultimo desiderio prima di morire, avrebbe chiesto di risparmiare la vita a tanti suoi uomini, quanti passi il suo cadavere sarebbe riuscito a compiere dopo la decapitazione. In effetti, dopo che gli fu mozzata la testa, egli riuscì a rizzarsi e compiere undici passi, prima che il boia gli facesse uno sgambetto per farlo cadere. I giudici si rimangiarono però la parola data a Störtebecker e ordinarono al boia di giustiziare comunque tutti i prigionieri. Questi ubbidì, ma, quando il Consiglio cittadino gli domandò se non fosse stanco, il boia rispose che avrebbe comodamente potuto decapitare anche tutti loro, e per questa ragione l'ultimo a venire decapitato fu lui stesso.
Si racconta poi che, smontando la nave di Störtebecker, negli alberi maestri furono trovati in quantità oro, argento e rame. Il suo famoso boccale sarebbe stato conservato nel municipio, ma andò perduto nell'incendio del 1842.